# دايفيد فيدال
دايفيد فيدال (بالإسبانية: David Vidal)‏ (2 أغسطس 1950 بورتو دو سون إسبانيا - ) هو لاعب كرة قدم إسباني يلعب كمدافع.

## روابط خارجية
- دايفيد فيدال على موقع IMDb (الإنجليزية)